# Джозеф Кетер
Джозеф Кетер (англ. Joseph Keter; нар. 13 червня 1969) — кенійський легкоатлет, що спеціалізується на бігу з перешкодами, олімпійський чемпіон 1996 року.

## Кар'єра
| Рік               | Змагання          | Місто             | Місце             | Дисципліна        | Примітки          |
| Представник Кенія | Представник Кенія | Представник Кенія | Представник Кенія | Представник Кенія | Представник Кенія |
| ----------------- | ----------------- | ----------------- | ----------------- | ----------------- | ----------------- |
| 1993              | Чемпіонат Африки  | Дурбан, ПАР       | 1                 | стипльчез         | 8:22.34           |
| 1996              | Олімпійські ігри  | Атланта, США      | 1                 | стипльчез         | 8:07.12           |